# 文藝賞
文藝賞（ぶんげいしょう）は、1962年に創設された文学賞で、河出書房新社が主催し、以降年1回発表されている。2023年現在、受賞カテゴリーは中編から長編である。

## 概要
受賞は選考委員の合議によって決定され、受賞者には正賞として記念品、副賞として50万円が授与される。受賞作は同社が発刊している文学雑誌『文藝』に掲載されるほか、単行本としても刊行される。締め切りは毎年の3月末日となっている。
第2回までは長編部門、中・短編部門、戯曲部門の3部門制をとっていた。また、1967年度には河出長編小説賞が存在した。
河出書房新社は同賞を小説ジャンルにおける「新人の登竜門」と位置づけて未発表の小説原稿を募集している。2000年頃から中高校生の受賞が顕著になり、それ以降の低年齢作家ブームの先駆けとされる。特に第42回には三並夏が中学3年生（発表時15歳）で受賞し、それまでで最年少の受賞者として話題を呼んだ。最終選考に残った3作品が全て受賞となることもあるなど、積極的に授賞が行われている。
純文学系の公募している新人賞には他に、文學界新人賞、群像新人文学賞、新潮新人賞、すばる文学賞、太宰治賞などがある。

## 受賞作一覧

### 第1回から第10回
| 回（年）           | 応募総数                                       | 賞             | 受賞者             | 受賞作                   |
| ------------------ | ---------------------------------------------- | -------------- | ------------------ | ------------------------ |
| 第1回（1962年度）  | 中短編部門 550編 戯曲部門 171編                | 【長編部門】   | 【長編部門】       | 【長編部門】             |
| 第1回（1962年度）  | 中短編部門 550編 戯曲部門 171編                | 受賞           | 高橋和巳           | 「悲の器」               |
| 第1回（1962年度）  | 中短編部門 550編 戯曲部門 171編                | 【中短編部門】 |                    |                          |
| 第1回（1962年度）  | 中短編部門 550編 戯曲部門 171編                | 受賞           | 田畑麦彦           | 「嬰ヘ短調」             |
| 第1回（1962年度）  | 中短編部門 550編 戯曲部門 171編                | 受賞           | 西田喜代志         | 「海辺の物語」           |
| 第1回（1962年度）  | 中短編部門 550編 戯曲部門 171編                | 佳作           | 柘植光彦           | 「裏切らなかった五人」   |
| 第1回（1962年度）  | 中短編部門 550編 戯曲部門 171編                | 佳作           | 後藤明生           | 「関係」                 |
| 第1回（1962年度）  | 中短編部門 550編 戯曲部門 171編                | 佳作           | 松尾忠男           | 「ナン」                 |
| 第1回（1962年度）  | 中短編部門 550編 戯曲部門 171編                | 【戯曲部門】   |                    |                          |
| 第1回（1962年度）  | 中短編部門 550編 戯曲部門 171編                | 受賞作なし     |                    |                          |
| 第1回（1962年度）  | 中短編部門 550編 戯曲部門 171編                | 佳作           | 古島一雄           | 「わが夢の女」           |
| 第1回（1962年度）  | 中短編部門 550編 戯曲部門 171編                | 佳作           | 近藤耕人           | 「風」                   |
| 第1回（1962年度）  | 中短編部門 550編 戯曲部門 171編                | 佳作           | 松原正             | 「藤原國衡」             |
| 第1回（1962年度）  | 中短編部門 550編 戯曲部門 171編                | 佳作           | 朴秀鴻             | 「日本の空の下で」       |
| 第2回（1963年度）  | 長編部門 137編 中短編部門 563編 戯曲部門 147編 | 【長編部門】   | 【長編部門】       | 【長編部門】             |
| 第2回（1963年度）  | 長編部門 137編 中短編部門 563編 戯曲部門 147編 | 受賞作なし     |                    |                          |
| 第2回（1963年度）  | 長編部門 137編 中短編部門 563編 戯曲部門 147編 | 佳作           | 三輪秀彦           | 「内面の都市」           |
| 第2回（1963年度）  | 長編部門 137編 中短編部門 563編 戯曲部門 147編 | 佳作           | 三枝和子           | 「葬送の朝」             |
| 第2回（1963年度）  | 長編部門 137編 中短編部門 563編 戯曲部門 147編 | 【中短編部門】 |                    |                          |
| 第2回（1963年度）  | 長編部門 137編 中短編部門 563編 戯曲部門 147編 | 受賞           | 真継伸彦           | 「鮫」                   |
| 第2回（1963年度）  | 長編部門 137編 中短編部門 563編 戯曲部門 147編 | 佳作           | 竹内泰宏           | 「見張り」               |
| 第2回（1963年度）  | 長編部門 137編 中短編部門 563編 戯曲部門 147編 | 佳作           | 八登千代           | 「夜明けまで」           |
| 第2回（1963年度）  | 長編部門 137編 中短編部門 563編 戯曲部門 147編 | 【戯曲部門】   |                    |                          |
| 第2回（1963年度）  | 長編部門 137編 中短編部門 563編 戯曲部門 147編 | 受賞作なし     |                    |                          |
| 第2回（1963年度）  | 長編部門 137編 中短編部門 563編 戯曲部門 147編 | 佳作第一席     | 藤本義一           | 「日時計の家」           |
| 第2回（1963年度）  | 長編部門 137編 中短編部門 563編 戯曲部門 147編 | 佳作第二席     | 古島一雄           | 「青ひげ」               |
| 第3回（1964年度）  |                                                | 【中短編部門】 | 【中短編部門】     | 【中短編部門】           |
| 第3回（1964年度）  | 受賞作なし                                     |                |                    |                          |
| 第3回（1964年度）  | 佳作                                           | 北小路功光     | 「ミクロコスモス」 |                          |
| 第4回（1966年度）  | 393編                                          | 受賞           | 金鶴泳             | 「凍える口」             |
| 第4回（1966年度）  | 393編                                          | 佳作一位       | 加藤敦美           | 「大山兵曹」             |
| 第4回（1966年度）  | 393編                                          | 佳作二位       | 樟位正             | 「塔への道」             |
| 第5回（1967年度）  | 412編                                          | 受賞作なし     | 受賞作なし         | 受賞作なし               |
| 第5回（1967年度）  | 412編                                          | 佳作           | 辻原登             | 「ミチオ・カンタービレ」 |
| 第5回（1967年度）  | 412編                                          | 佳作           | 福永令三           | 「家路」                 |
| 第6回（1969年度）  | 532編                                          | 受賞作なし     | 受賞作なし         | 受賞作なし               |
| 第6回（1969年度）  | 532編                                          | 受賞辞退       | 野中周平           | 「鈍夜」                 |
| 第7回（1970年度）  | 488編                                          | 受賞           | 黒羽英二           | 「目的補語」             |
| 第7回（1970年度）  | 488編                                          | 受賞           | 小野木朝子         | 「クリスマスの旅」       |
| 第8回（1971年度）  | 523編                                          | 受賞           | 本田元弥           | 「家のなか・なかの家」   |
| 第8回（1971年度）  | 523編                                          | 受賞           | 後藤みな子         | 「刻を曳く」             |
| 第9回（1972年度）  | 546編                                          | 受賞           | 尾高修也           | 「危うい歳月」           |
| 第10回（1973年度） | 458編                                          | 受賞作なし     | 受賞作なし         | 受賞作なし               |
| 第10回（1973年度） | 458編                                          | 佳作           | 北澤輝明           | 「あわいの構図」         |
| 第10回（1973年度） | 458編                                          | 佳作           | 赤坂清一           | 「帰らざる道」           |

### 第11回から第20回
| 回（年）           | 応募総数 | 賞       | 受賞者     | 受賞作                         |
| ------------------ | -------- | -------- | ---------- | ------------------------------ |
| 第11回（1974年度） | 437編    | 受賞     | 小沢冬雄   | 「鬼のいる杜で」               |
| 第12回（1975年度） | 428編    | 受賞     | 阿嘉誠一郎 | 「世の中や」                   |
| 第13回（1976年度） | 442編    | 受賞     | 外岡秀俊   | 「北帰行」                     |
| 第13回（1976年度） | 442編    | 佳作     | 野村光由   | 「輝かしき愚者の砦」           |
| 第14回（1977年度） | 553編    | 受賞     | 星野光徳   | 「おれたちの熱い季節」         |
| 第14回（1977年度） | 553編    | 受賞     | 松崎陽平   | 「狂いだすのは三月」           |
| 第15回（1978年度） | 714編    | 受賞     | 黒田宏治郎 | 「鳥たちの闇のみち」           |
| 第15回（1978年度） | 714編    | 佳作     | 小林景子   | 「回帰点」                     |
| 第16回（1979年度） | 653編    | 受賞     | 冥王まさ子 | 「ある女のグリンプス」         |
| 第16回（1979年度） | 653編    | 受賞     | 宮内勝典   | 「南風」                       |
| 第17回（1980年度） | 718編    | 受賞     | 青山健司   | 「囚人のうた」                 |
| 第17回（1980年度） | 718編    | 受賞     | 中平まみ   | 「ストレイ・シープ」           |
| 第17回（1980年度） | 718編    | 受賞     | 田中康夫   | 「なんとなく、クリスタル」     |
| 第18回（1981年度） | 813編    | 受賞     | ふくださち | 「百色メガネ」                 |
| 第18回（1981年度） | 813編    | 受賞     | 堀田あけみ | 「1980 アイコ 十六歳」         |
| 第18回（1981年度） | 813編    | 受賞     | 山本三鈴   | 「みのむし」                   |
| 第19回（1982年度） | 1003編   | 受賞     | 平野純     | 「日曜日には愛の胡瓜を」       |
| 第19回（1982年度） | 1003編   | 受賞取消 | 寺井澄     | 「レーシングカーに乗った聖者」 |
| 第20回（1983年度） | 1266編   | 受賞     | 若一光司   | 「海に夜を重ねて」             |
| 第20回（1983年度） | 1266編   | 受賞     | 山本昌代   | 「応為坦坦録」                 |

### 第21回から第30回
| 回（年）           | 応募総数 | 賞         | 受賞者     | 受賞作                           |
| ------------------ | -------- | ---------- | ---------- | -------------------------------- |
| 第21回（1984年度） | 726編    | 受賞       | 渥美饒兒   | 「ミッドナイト・ホモサピエンス」 |
| 第21回（1984年度） | 726編    | 受賞       | 平中悠一   | 「"She's Rain"（シーズレイン）」 |
| 第22回（1985年度） | 653編    | 受賞       | 山田詠美   | 「ベッドタイムアイズ」           |
| 第23回（1986年度） | 584編    | 受賞       | 岡本澄子   | 「零れた言葉」                   |
| 第23回（1986年度） | 584編    | 佳作       | 梅田香子   | 「勝利投手」                     |
| 第24回（1987年度） | 720編    | 受賞       | 笹山久三   | 「四万十川 あつよしの夏」        |
| 第24回（1987年度） | 720編    | 佳作       | 久間十義   | 「マネーゲーム」                 |
| 第25回（1988年度） | 742編    | 受賞       | 長野まゆみ | 「少年アリス」                   |
| 第25回（1988年度） | 742編    | 受賞       | 飯嶋和一   | 「汝ふたたび故郷へ帰れず」       |
| 第26回（1989年度） | 628編    | 受賞       | 比留間久夫 | 「YES・YES・YES」                |
| 第26回（1989年度） | 628編    | 受賞       | 結城真子   | 「ハッピーハウス」               |
| 第27回（1990年度） | 676編    | 受賞       | 芦原すなお | 「青春デンデケデケデケ」         |
| 第28回（1991年度） | 686編    | 受賞       | 川本俊二   | 「rose」                         |
| 第28回（1991年度） | 686編    | 受賞       | 吉野光     | 「撃壌歌」                       |
| 第29回（1992年度） | 880編    | 受賞       | 三浦恵     | 「音符」                         |
| 第29回（1992年度） | 880編    | 佳作       | 真木健一   | 「白い血」                       |
| 第30回（1993年度） | 1003編   | 受賞作なし | 受賞作なし | 受賞作なし                       |
| 第30回（1993年度） | 1003編   | 佳作       | 大石圭     | 「履き忘れたもう片方の靴」       |
| 第30回（1993年度） | 1003編   | 佳作       | 小竹陽一朗 | 「DMAC」                         |

### 第31回から第40回
| 回（年）           | 応募総数 | 賞         | 受賞者     | 受賞作                                   |
| ------------------ | -------- | ---------- | ---------- | ---------------------------------------- |
| 第31回（1994年度） | 1148編   | 受賞       | 雨森零     | 「首飾り」                               |
| 第32回（1995年度） | 1230編   | 受賞       | 伊藤たかみ | 「助手席にて、グルグル・ダンスを踊って」 |
| 第32回（1995年度） | 1230編   | 優秀作     | 池内広明   | 「ノックする人びと」                     |
| 第32回（1995年度） | 1230編   | 優秀作     | 金真須美   | 「メソッド」                             |
| 第33回（1996年度） | 1542編   | 受賞作なし | 受賞作なし | 受賞作なし                               |
| 第33回（1996年度） | 1542編   | 優秀作     | 大鋸一正   | 「フレア」                               |
| 第33回（1996年度） | 1542編   | 優秀作     | 佐藤亜有子 | 「ボディ・レンタル」                     |
| 第34回（1997年度） | 1551編   | 受賞       | 鈴木清剛   | 「ラジオデイズ」                         |
| 第34回（1997年度） | 1551編   | 受賞       | 星野智幸   | 「最後の吐息」                           |
| 第35回（1998年度） | 1572編   | 受賞       | 鹿島田真希 | 「二匹」                                 |
| 第36回（1999年度） | 1596編   | 受賞       | 濱田順子   | 「Tiny,tiny」                            |
| 第37回（2000年度） | 1578編   | 受賞       | 黒田晶     | 「メイドインジャパン」                   |
| 第37回（2000年度） | 1578編   | 優秀作     | 佐藤智加   | 「肉触」                                 |
| 第38回（2001年度） | 1592編   | 受賞       | 綿矢りさ   | 「インストール」                         |
| 第39回（2002年度） | 1736編   | 受賞       | 中村航     | 「リレキショ」                           |
| 第39回（2002年度） | 1736編   | 受賞       | 岡田智彦   | 「キッズ アー オールライト」             |
| 第40回（2003年度） | 1862編   | 受賞       | 羽田圭介   | 「黒冷水」                               |
| 第40回（2003年度） | 1862編   | 受賞       | 生田紗代   | 「オアシス」                             |
| 第40回（2003年度） | 1862編   | 受賞       | 伏見憲明   | 「魔女の息子」                           |

### 第41回から第50回
| 回（年）           | 応募総数 | 賞         | 受賞者         | 受賞作                                 |
| ------------------ | -------- | ---------- | -------------- | -------------------------------------- |
| 第41回（2004年度） | 2028編   | 受賞       | 山崎ナオコーラ | 「人のセックスを笑うな」               |
| 第41回（2004年度） | 2028編   | 受賞       | 白岩玄         | 「野ブタ。をプロデュース」             |
| 第42回（2005年度） | 2281編   | 受賞       | 青山七恵       | 「窓の灯」                             |
| 第42回（2005年度） | 2281編   | 受賞       | 三並夏         | 「平成マシンガンズ」                   |
| 第43回（2006年度） | 2317編   | 受賞       | 荻世いをら     | 「公園」                               |
| 第43回（2006年度） | 2317編   | 受賞       | 中山咲         | 「ヘンリエッタ」                       |
| 第44回（2007年度） | 2128編   | 受賞       | 磯崎憲一郎     | 「肝心の子供」                         |
| 第44回（2007年度） | 2128編   | 受賞       | 丹下健太       | 「青色讃歌」                           |
| 第45回（2008年度） | 2031編   | 受賞       | 喜多ふあり     | 「けちゃっぷ」                         |
| 第45回（2008年度） | 2031編   | 受賞       | 安戸悠太       | 「おひるのたびにさようなら」           |
| 第46回（2009年度） | 1974編   | 受賞       | 大森兄弟       | 「犬はいつも足元にいて」               |
| 第46回（2009年度） | 1974編   | 受賞       | 藤代泉         | 「ボーダー＆レス」                     |
| 第47回（2010年度） | 2012編   | 受賞作なし | 受賞作なし     | 受賞作なし                             |
| 第48回（2011年度） | 1825編   | 受賞       | 今村友紀       | 「クリスタル・ヴァリーに降りそそぐ灰」 |
| 第49回（2012年度） | 2022編   | 受賞       | 谷川直子       | 「おしかくさま」                       |
| 第50回（2013年度） | 1819編   | 受賞       | 桜井晴也       | 「世界泥棒」                           |

### 第51回から第60回
| 回（年）           | 応募総数               | 賞           | 受賞者       | 受賞作                                 |
| ------------------ | ---------------------- | ------------ | ------------ | -------------------------------------- |
| 第51回（2014年度） | 1809編                 | 受賞         | 李龍徳       | 「死にたくなったら電話して」           |
| 第51回（2014年度） | 1809編                 | 受賞         | 金子薫       | 「アルタッドに捧ぐ」                   |
| 第52回（2015年度） | 1786編                 | 受賞         | 山下紘加     | 「ドール」                             |
| 第52回（2015年度） | 1786編                 | 受賞         | 畠山丑雄     | 「地の底の記憶」                       |
| 第53回（2016年度） | 1692編                 | 受賞         | 町屋良平     | 「青が破れる」                         |
| 第54回（2017年度） | 1714編                 | 受賞         | 若竹千佐子   | 「おらおらでひとりいぐも」             |
| 第55回（2018年度） | 1728編                 | 受賞         | 日上秀之     | 「はんぷくするもの」                   |
| 第55回（2018年度） | 1728編                 | 受賞         | 山野辺太郎   | 「いつか深い穴に落ちるまで」           |
| 第56回（2019年度） | 1840編                 | 受賞         | 宇佐見りん   | 「かか」                               |
| 第56回（2019年度） | 1840編                 | 受賞         | 遠野遥       | 「改良」                               |
| 第57回（2020年度） | 2360編                 | 受賞         | 藤原無雨     | 「水と礫」                             |
| 第57回（2020年度） | 2360編                 | 優秀作       | 新胡桃       | 「星に帰れよ」                         |
| 第58回（2021年度） | 2459編                 | 受賞         | 澤大知       | 「眼球達磨式」                         |
| 第59回（2022年度） | 2376編                 | 受賞         | 安堂ホセ     | 「ジャクソンひとり」                   |
| 第59回（2022年度） | 2376編                 | 受賞         | 日比野コレコ | 「ビューティフルからビューティフルへ」 |
| 第60回（2023年度） | 2018編 短編部門 4176編 | 受賞         | 小泉綾子     | 「無敵の犬の夜」                       |
| 第60回（2023年度） | 2018編 短編部門 4176編 | 優秀作       | 佐佐木陸     | 「解答者は走ってください」             |
| 第60回（2023年度） | 2018編 短編部門 4176編 | 優秀作       | 図野象       | 「おわりのそこみえ」                   |
| 第60回（2023年度） | 2018編 短編部門 4176編 | 【短編部門】 |              |                                        |
| 第60回（2023年度） | 2018編 短編部門 4176編 | 受賞         | 西野冬器     | 「子宮の夢」                           |
| 第60回（2023年度） | 2018編 短編部門 4176編 | 優秀作       | 才谷景       | 「海を吸う」                           |

### 第61回から第70回
| 回（年）           | 応募総数 | 賞   | 受賞者     | 受賞作                   |
| ------------------ | -------- | ---- | ---------- | ------------------------ |
| 第61回（2024年度） | 2111編   | 受賞 | 待川匙     | 「光のそこで白くねむる」 |
| 第61回（2024年度） | 2111編   | 受賞 | 松田いりの | 「ハイパーたいくつ」     |

## 選考委員
- 第1回 - 第2回（中・短編部門）：寺田透・中村真一郎・野間宏・埴谷雄高・福田恆存
- 第3回：椎名麟三・本多秋五・松本清張・三島由紀夫・山本健吉
- 第4回 - 第5回：安部公房・江藤淳・小島信夫・武田泰淳・吉行淳之介
- 第6回：野間宏、武田泰淳、江藤淳、福永武彦、小島信夫
- 第7回 - 第8回：野間、武田、江藤、小島
- 第9回 - 第21回：江藤淳・小島信夫・島尾敏雄・野間宏
- 第22回 - 第25回：江藤淳・河野多恵子・小島信夫・野間宏
- 第26回 - 第29回：江藤淳・大庭みな子・河野多恵子・小島信夫
- 第30回 - 第32回：江藤淳・大庭みな子・小島信夫・瀬戸内寂聴
- 第33回：（江藤淳[注 12]）、金井美恵子・島田雅彦・田中康夫・橋本治
- 第34回：金井美恵子・島田雅彦・田中康夫・橋本治
- 第35回 - 第36回：笙野頼子・長野まゆみ・久間十義・松浦理英子
- 第37回 - 第38回：石川忠司・多和田葉子・藤沢周・保坂和志
- 第39回 - 第40回：斎藤美奈子・田中康夫・藤沢周・保坂和志
- 第41回 - 第42回：角田光代・斎藤美奈子・高橋源一郎・田中康夫
- 第43回 - 第44回：角田光代・高橋源一郎・藤沢周・保坂和志
- 第45回 - 第46回：斎藤美奈子・田中康夫・藤沢周・保坂和志
- 第47回 - 第48回：角田光代・斎藤美奈子・高橋源一郎・田中康夫
- 第49回 - 第50回：角田光代・高橋源一郎・星野智幸・山田詠美
- 第51回 - 第52回：藤沢周・保坂和志・星野智幸・山田詠美
- 第53回 - 第54回：藤沢周、保坂和志、斎藤美奈子、町田康
- 第55回 - 第56回：磯﨑憲一郎・斎藤美奈子・町田康・村田沙耶香
- 第57回 - 第58回：磯崎憲一郎・島本理生・穂村弘・村田沙耶香
- 第59回 - 第60回：角田光代・島本理生・穂村弘・町田康、短編部門：柴崎友香・松田青子
- 第61回 - ：小川哲・角田光代・町田康・村田沙耶香